# Aleksandria Rówieńska
Aleksandria Rówieńska (ukr. Олександрія-Рівненська, ros. Александрия-Ровенская) – przystanek kolejowy w miejscowości Aleksandria, w rejonie rówieńskim, w obwodzie rówieńskim, na Ukrainie. Położony jest na linii Równe – Baranowicze – Wilno.